# Kumyks
Els kumyks són un poble turc que ocupen la plana de Kumyk al nord del Daguestan i al sud del riu Terek, així com les terres que voregen la mar Càspia. Són aproximadament el 12,86% de la població de la República russa de Daguestan, i suposen el 16,5% de la població de la capital, Makhatxkalà. També n'hi ha uns 10.000 a la República de Txetxènia i uns 2.000 a Calmúquia. Parlen la llengua kumyk i practiquen la religió musulmana, amb alguns rituals propis de caràcter preislàmic.

## Localització
Viuen al nord de la serralada principal del Gran Caucas, als vessants nord i nord-est del Caucas daguestanès, entre les altures i la mar Càspia, de Derbent a Adzhi Su (curs inferior del Terek), però també n'hi ha fora de Daguestan. En són majoritaris als districtes de Khasavjurt, Babayurt, Kizilyurt, Buynarsk, Karabudajkent, Kayakent i Kaytag. Viuen en vuit districtes distribuïts en tres zones:
- La plana del Nord (Babajurt, Khasavjurt i Kizilyurt)
- Plana costanera oriental (Buynarsk, Karabudakhert)
- Kumyks meridionals (Kayakent i les viles de Magalis, Yangikent i Tumeler, a Kaytak)

També en són nombrosos a les ciutats de Makhatxkalà, Derbent, Buinaksk, Khasavyurt i Izberbash.

## Població

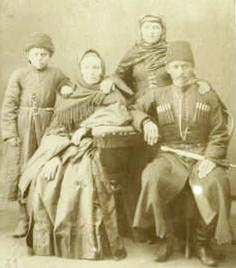
Una família kumyk el 1870

Segons els censos soviètics, el 1926 eren 94.549 invididus; n'augmentaren a 134.967 el 1959 i a 282.178 el 1989. El seu origen ètnic és complex: barreja d'elements caucàsics amb turcs nòmades (cumans, khàzars, kiptxaks) que baixaren de les estepes del nord del Caucas, i imposaren la seva llengua als autòctons.
La nacionalitat kumyk s'afirmaria en el segle xii quan els onades successives de l'Horda d'Or els empentaren més al sud. La islamització començà amb la doble influència de l'Horda d'Or al nord i dels iakh al sud, i s'acabà al segle xiv, quan l'Horda s'annexà el nord del Daguestan. Històricament es dividiren en tres grups: els del nord, els del centre, units al shamkhalat de Tarki, i els del sud, a l'usmi de Kaytak.
Socialment, abans de la Revolució russa, tenien una de les estructures feudals més complexes, completes i poderoses de Daguestan. El xamkhal n'era el dirigent, que afirmava descendir dels àrabs sirians, els beks o prínceps rivals, els chanka, alta noblesa; els sala-uzden, noblesa mitjana; uzden, persones lliures, chagar o serfs alliberats, organitzats en dim (grups), els erkeme, serfs adscrits a la terra que vivien en auls, i els kul, esclaus domèstics. Els comerciants no s'organitzarien com a classe fins al desenvolupament capitalista del segle xix, però hi hauria pocs obrers, ja que la tendència es dirigia a l'artesanat familiar.
El seu sistema educatiu era menys desenvolupat que l'àvar. El 1948 tenien vuit escoles secundàries (per 17 dels àvars) a Karabudakhent, Kayakent, Izberbash, Makhachkala, Khasavyurt, Buynaksk, Baba Yurt i Kizil Yurt. Amb la sovietització, el caràcter de l'economia tradicional s'ha modificat: l'agricultura i la ramaderia han estat mecanitzades i col·lectivitzades i permeten produir cereals i cotó a gran escala. La indústria de la pesca i de les conserves, el petroli de Kayakent, les hidroelèctriques i altres, l'artesanat tradicional (articles de llana teixida i tapissos a Kumtarkal, Kayakent i Kazanish, orfebreria a Irneli, Kafir-Kumukh, Sultan Yeniurt, ferreria a Verkhneye, Nizhkeych i l'aul d'Anderey, i terrissa a Verkheniye i Kazanych).

## Història

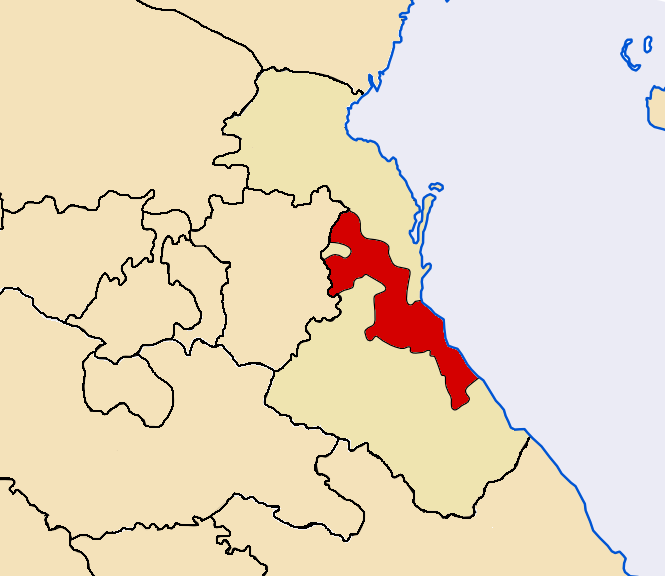
Localització dels kumyks al Caucas

Provindrien dels turcs que es van establir a la zona amb els khàzars i es van barrejar amb els autòctons iberocaucasians. Després van arribar-hi altres turcs, especialment els petxenegs i els cumans (kiptxak), que s'afegiren a la població ja existent i es van barrejar: adoptaren la llengua dels cumans. Els pobles es van dir kumuk i s'afermaren al segle xii a les estepes al nord del Daguestan, a la frontera amb l'Horda d'Or. Eren cristians, jueus i animistes, però a partir del segle xiii es van islamitzar sota influència de l'Horda pel nord i dels iaks al sud. Al segle xiv quan l'Horda d'Or va annexionar-se el Daguestan del nord, la islamització ja estava acabada. La seva organització política fou ben aviat el xamkalat, que reunia els kazi kumuk i altres pobles del nord i est del Daguestan.
Vegeu Xamkalat de Kazi Kumuk.

## Organització política
Són una de les ètnies que formen el Daguestan i la seva llengua n'és una de les cooficials. Tot i així, el 1990 fundaren el moviment Tenglik (Igualtat) dirigit per Salav Aliev, de caràcter nacionalista, partidari de crear un estat nacional kumyk per tal de preservar la seva cultura. El novembre del 1990 el Parlament daguestanès aprovà la creació d'una República Autònoma Kumyk dins Daguestan, però ho rebutjaren per insuficient. El 1994 també formaren un Congrés Nacional Kumyk, de caràcter moderat, i partidari de l'autonomia cultural. També són observadors de la Confederació de Pobles del Caucas Nord, fundada el 1989.